# 하종근
하종근(1961년 ~ )은 대한민국의 정치인이다. 제49대 창녕군수를 역임했다. 뇌물수수 혐의를 수사를 받던 중 2007년 10월 25일 군수직에서 사직하고 2007년 10월 26일에 사직 처리되었다.

## 전과
- 부동산실권리자명의등기에관한법률위반, 특정범죄가중처벌등에관한법률위반(횡령): 징역 1년 6월, 집행유예 2년 - 2008년 7월 10일 선고[1]
- 특정범죄가중처벌등에관한법률위반(뇌물): 징역 5년 - 2008년 7월 10일 선고[1]
- 화재예방,소방시설설치ㆍ유지및안전관리에관한법률위반: 벌금 1,000,000원 - 2021년 5월 31일 선고[1]

## 역대 선거 결과
|  | 61.59% |

|  | 20.96% |